# A7 (Luxemburg)
De A7, ook wel Autoroute du Nord of Nordstrooss genoemd, is samen met de B7 een doorgaande route in Luxemburg die deels uitgevoerd is als autosnelweg. De A7 begint ten oosten van Luxemburg-stad en gaat richting Ettelbruck, waar hij overgaat in de B7; vervolgens gaat de route verder richting het noorden, waarna ze ten noorden van Erpeldange-sur-Sûre op een rotonde met de N7 eindigt. De gehele route heeft een lengte van ruim 33 kilometer, waarvan ongeveer 25 als snelweg A7.
Op uitzondering van het stuk tussen de A1 en de eerste afrit (N11) na, ligt over de gehele route ook de E421.
Het eerste deel van de A7 werd geopend op 10 november 1989 tussen Ettelbruck en Erpeldange. In januari 2008 is het traject tussen Schoenfels en Lorentzweiler voor het verkeer vrijgegeven. Het traject tussen Lorentzweiler en Waldhof, met de 2950 meter lange Groufttunnel (de langste van het land), werd op 23 september 2015 opengesteld.
Het stuk op de B7 tussen de N27a en de rotonde van de N7 had eerder ook het wegnummer N27a. Op sommige kaarten is dit nog steeds terug te vinden.
A1 ·
A3 ·
A4 ·
A6 ·
A7 ·
A13
B-Wegen
B3 ·
B4 ·
B7 ·
B40